# (17206) 2000 AJ125
A (17206) 2000 AJ125 a Naprendszer kisbolygóövében található aszteroida. A LINEAR projekt keretében fedezték fel 2000. január 5-én.